# Beguda energètica

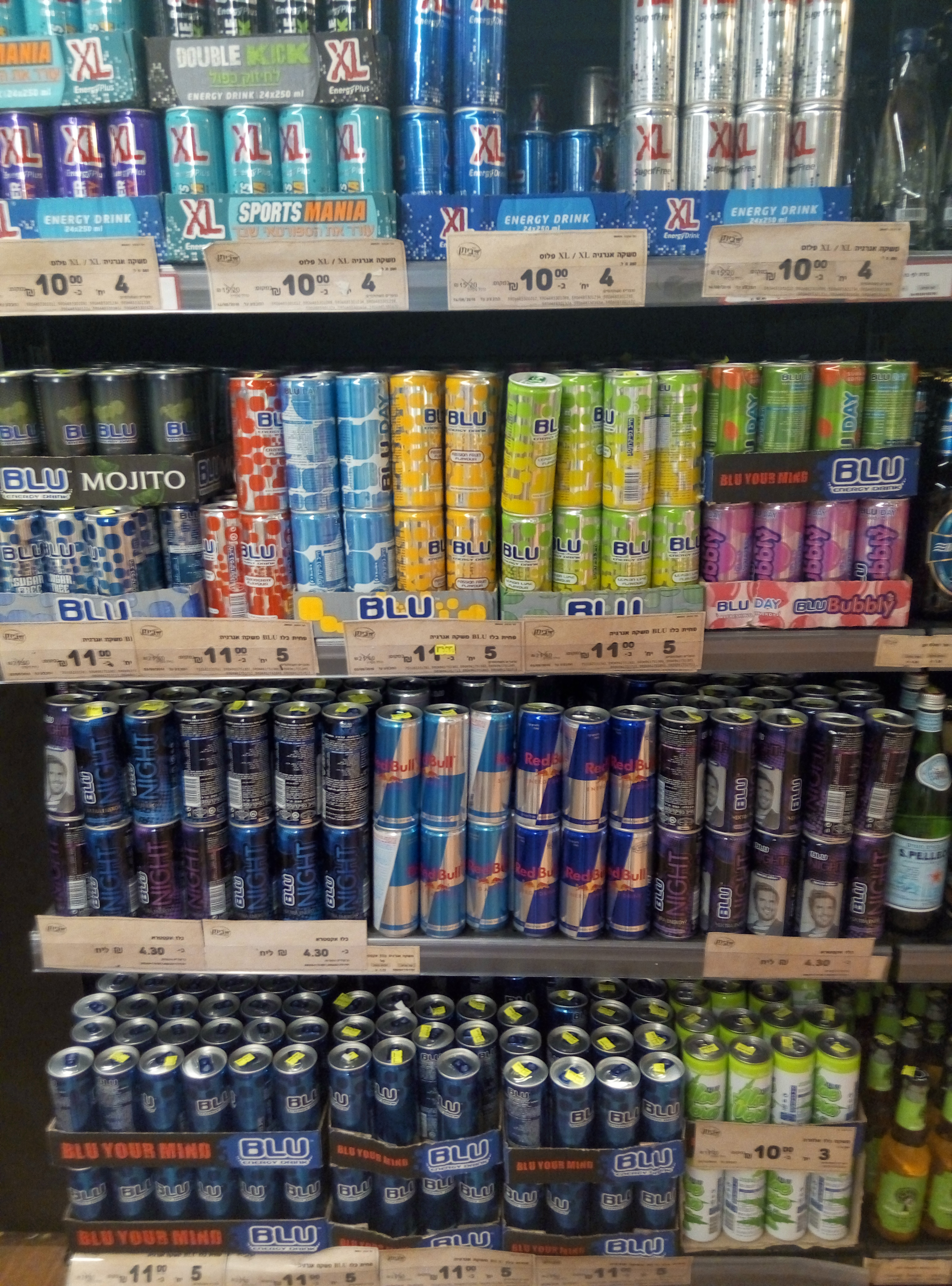
Exposició de begudes energètiques en un supermercat

Una beguda energètica és un tipus de beguda que conté sucre i compostos estimulants, normalment la cafeïna, que es comercialitza com a estimulació física i mental (comercialitzada com "energia", però diferent de l'energia dels aliments). Poden ser o no carbonatats i també poden contenir altres edulcorants, extractes d'herbes, taurina i aminoàcids. Són un subconjunt del grup més gran de productes energètics, que inclou barres i gels, i diferent de les begudes esportives, que s'anuncien per millorar el rendiment esportiu.
Són un subconjunt del grup més gran de productes energètics, que inclou barres i gels, i diferents de les begudes esportives, que s'anuncien per millorar el rendiment esportiu. Hi ha moltes marques i varietats en aquesta categoria de begudes.
Les begudes energètiques tenen els efectes de la cafeïna i el sucre, però hi ha poca o cap evidència que la gran varietat d'altres ingredients tinguin cap efecte. La majoria dels efectes de les begudes energètiques sobre el rendiment cognitiu, com ara l'augment de l'atenció i la velocitat de reacció, es deuen principalment a la presència de cafeïna. Altres estudis atribueixen aquestes millores de rendiment als efectes dels ingredients combinats.
La publicitat de begudes energètiques sol presentar un augment de la força muscular i la resistència, però no hi ha un consens científic que doni suport a aquestes afirmacions. Les begudes energètiques s'han associat amb molts riscos per a la salut, com ara un augment de la taxa de lesions quan el consum es combina amb alcohol, i el consum excessiu o repetit pot provocar afeccions cardíaques i psiquiàtriques. Les poblacions amb risc de complicacions pel consum de begudes energètiques inclouen joves, sense cafeïna o sensibles a la cafeïna, embarassades, atletes de competició i persones amb malalties cardiovasculars subjacents.

## Ingredients i usos
Les begudes energètiques es comercialitzen normalment entre els joves i proporcionen els efectes per a la salut de la cafeïna. Els experts en salut coincideixen que les begudes energètiques que contenen cafeïna milloren l'estat d'alerta.
No hi ha proves fiables que altres ingredients de les begudes energètiques aportin més beneficis, tot i que les begudes s'anuncien amb freqüència d'una manera que suggereix que tenen beneficis únics. Es pot suposar que els suplements dietètics de les begudes energètiques proporcionen beneficis, com ara la vitamina B12, però no s'ha verificat científicament cap afirmació d'utilitzar suplements per millorar la salut en persones normals.
El màrqueting de begudes energètiques s'ha dirigit especialment als adolescents, amb fabricants patrocinant o anunciant en esdeveniments d'esports extrems i concerts de música, i dirigint-se a un públic juvenil a través dels canals de xarxes socials.

## Efectes
Les begudes energètiques tenen els efectes que proporcionen la cafeïna i el sucre, però hi ha poca o cap evidència que la gran varietat d'altres ingredients tinguin cap efecte. La majoria dels efectes de les begudes energètiques en el rendiment cognitiu, com ara l'augment de l'atenció i la velocitat de reacció, es deuen principalment a la presència de cafeïna. La publicitat de begudes energètiques sol presentar un augment de la força muscular i la resistència, però hi ha poques evidències que ho avalen a la literatura científica.
Segons la Clínica Mayo, l'adult sa típic consumeix un total de 400 mg de cafeïna al dia. Així ho ha confirmat un grup de l'Autoritat Europea de Seguretat Alimentària (EFSA), que també conclou que una ingesta de cafeïna de fins a 400 mg per dia no planteja problemes de seguretat per als adults. Segons l'ESFA, això equival a 4 tasses de cafè (90 mg cadascun) o 2 1/2 llaunes estàndard (250 ml) de beguda energètica (160 mg cadascun/80 mg per porció). Efectes adversos associats al consum de cafeïna en quantitats superiors a 400 mg inclouen nerviosisme, irritabilitat, insomni, augment de la micció, ritmes cardíacs anormals (arrítmia) i dispèpsia. No cal que la dosi de cafeïna estigui a l'etiqueta dels aliments als Estats Units, a diferència de les drogues, però la majoria (encara que no totes) col·loquen el contingut de cafeïna de les seves begudes a l'etiqueta de totes maneres, i alguns defensors demanen a la FDA que canviï això.

### Problemes de salut
El consum excessiu de begudes energètiques pot tenir efectes greus per a la salut a conseqüència de la ingesta elevada de cafeïna i sucre, especialment en nens, adolescents i adults joves. El consum excessiu de begudes energètiques pot alterar els patrons de son dels adolescents i es pot associar amb un augment del comportament de risc. El consum excessiu o repetit de begudes energètiques pot provocar problemes cardíacs, com arrítmies i atacs cardíacs, i condicions psiquiàtriques com ansietat i fòbies. A Europa, les begudes energètiques que contenen sucre i cafeïna s'han associat amb la mort d'esportistes. Les revisions han assenyalat que el contingut de cafeïna no era l'únic factor i que el còctel d'altres ingredients de les begudes energètiques les feia més perilloses que les begudes l'únic estimulant de les quals era la cafeïna; els estudis van assenyalar que es necessitava més investigació i regulació governamental.
L'Acadèmia Americana de Pediatria recomana que els nens no consumeixin begudes energètiques amb cafeïna.

## Història
Les begudes energètiques eren un subconjunt actiu de la primera indústria de refrescos; Pepsi, per exemple, es va comercialitzar originalment com a reforç energètic. El nom de Coca-Cola va derivar dels seus dos ingredients actius, tots dos estimulants coneguts: fulles de coca i nous de cola (una font de cafeïna). Les fulles de coca fresques van ser substituïdes per unes altres el 1904 a causa de les preocupacions sobre l'ús de cocaïna en els productes alimentaris; la demanda federal Estats Units contra Forty Barrels and Twenty Kegs of Coca-Cola i el litigi posterior van pressionar The Coca-Cola Company perquè reduís la quantitat de cafeïna a la seva fórmula el 1916, tot i que la Food and Drug Administration finalment va perdre el cas perquè no van demostrar que els nivells de cafeïna a la beguda de 78 mg, un nivell comparable a les begudes energètiques modernes, en el moment de la demanda, eren tant perjudicials com es deia. Aquests desenvolupaments van posar fi a la primera onada de begudes energètiques.
Al Regne Unit, el Lucozade va ser introduït originalment el 1927 per un farmacèutic de Newcastle, William Walker Hunter, com a beguda d'hospital per "ajudar a la recuperació"; a principis de la dècada de 1980, es va promocionar com una beguda per "reomplir l'energia perduda". Una de les primeres begudes energètiques post- Forty Barrels introduïdes a Amèrica va ser el Dr. Enuf. Els seus orígens es remunten al 1949, quan un empresari de Chicago anomenat William Mark Swartz va ser instat pels companys de feina a formular un refresc enriquit amb vitamines com a alternativa als refrescs de sucre plens de calories buides. Va desenvolupar una beguda "energètica" que conté vitamines B, cafeïna i sucre de canya. Després de publicar un avís en una revista comercial que buscava un embotellador, va formar una associació amb Charles Gordon de Tri-City Beverage per produir i distribuir el refresc. El Dr. Enuf encara es fabriquen a Johnson City, Tennessee i es ven poc a tot el país.
Al Japó, la beguda energètica es remunta almenys a principis dels anys 60, amb el llançament de la marca Lipovitan. Tanmateix, al Japó, la majoria dels productes d'aquest tipus s'assemblen poc als refrescos i es venen en canvi en petites ampolles de vidre marró o llaunes amb un estil semblant a aquests envasos. Aquests "eiyō dorinku" (literalment, "begudes nutricionals") es comercialitzen principalment a la classe treballadora.
El 1985, Jolt Cola es va introduir als Estats Units. La seva estratègia de màrqueting es va centrar en el contingut de cafeïna de la beguda, facturant-la com un mitjà per promoure la vigília. L'eslògan inicial de la beguda deia: "Tot el sucre i el doble de cafeïna".
El 1995, PepsiCo va llançar Josta, la primera beguda energètica introduïda per una important empresa de begudes dels Estats Units (que tenia interessos fora de les begudes energètiques), però Pepsi va deixar de fabricar el producte el 1999. Pepsi tornaria més tard al mercat de les begudes energètiques amb la marca AMP Energy.
A Europa, les begudes energètiques van ser pioneres per l'empresa Lisa i un producte anomenat "Power Horse", abans que Dietrich Mateschitz, un empresari austríac, introduís el producte Red Bull, un best-seller mundial al segle XXI. Mateschitz va desenvolupar Red Bull basat en la beguda tailandesa Krating Daeng, ella mateixa basada en Lipovitan. Red Bull es va convertir en la marca dominant als EUA després de la seva introducció el 1997, amb una quota de mercat d'aproximadament el 47% el 2005.
A Nova Zelanda i Austràlia, Frucor va introduir el producte de begudes energètiques líder en aquests mercats, V. El producte ara representa més del 60% del mercat a Nova Zelanda i Austràlia.
L'any 2002, Hansen Natural Company va presentar la beguda energètica Monster Energy. Hansen Natural Company va canviar el seu nom a Monster Beverage Corporation després d'un acord dels accionistes per canviar el nom després que Monster Energy es convertís en la major font d'ingressos. Les begudes anteriors de l'empresa van ser adquirides per Coca-Cola Company.
El producte Energy Shot, una branca de la beguda energètica, es va llançar als EUA amb productes com "5-Hour Energy", que es va llançar per primera vegada al mercat el 2004. Un analista de salut dels consumidors va explicar en un article de mitjans de març de 2014: "Les ingeccions energètiques es van disparar a causa de les begudes energètiques. Si ets un treballador de coll blanc, no estàs necessàriament disposat a consumir una gran beguda energètica Monster, però pots beure Energy Shot".
L'any 2007, es van introduir begudes energètiques en pols i pastilles efervescents, per la qual cosa es pot afegir a l'aigua per crear una beguda energètica.
El 14 d'agost de 2012, la paraula "beguda energètica" es va incloure per primera vegada al Merriam-Webster's Collegiate Dictionary.